# バリー・ワトソン
バリー・ワトソン（Barry Watson, 本名：Michael Barrett Watson、1974年4月23日 - ）はアメリカ合衆国の俳優。ミシガン州トラバースシティ出身。15歳でデビュー。
テレビドラマを中心に出演、『恋するブライアン』で主人公ブライアン・デイヴィスを演じたほか、『サマンサ Who?』でヒロイン・サマンサの彼氏・トッド役、『ゴシップガール』第6シーズンでヒロイン・セリーナの新しい相手スティーヴン役を演じた。

## 主な出演作品

### 映画
- ダリル・ハンナの ジャイアント・ウーマン Attack of the 50 Ft. Woman (1993) テレビ映画
- 鬼教師ミセス・ティングル Teaching Mrs. Tingle (1999)
- ワイルド・ストレンジャー When Strangers Appear (2001)
- オーシャンズ11 Ocean's Eleven (2001) 本人役、クレジットなし
- 女子寮潜入大作戦! ソロリティー・ボーイズ Sorority Boys (2002)
- ブギーマン Boogeyman (2005)

### テレビドラマ
- デイズ・オブ・アワ・ライブス Days of Our Lives (1990)
- ベイウォッチ Baywatch (1996)
- 刑事ナッシュ・ブリッジス Nash Bridges (1996)
- セブンスヘブン 7th Heaven (1996 - 2006)
- 恋するブライアン What About Brian (2006 - 2007)
- サマンサ Who? Samantha Who? (2007 - 2009)
- ゴシップガール Gossip Girl (2012)
- ハート・オブ・ディクシー ドクターハートの診療日記 Hart of Dixie (2014)
- マスターズ・オブ・セックス Masters of Sex (2014)